# Walachisches Freilichtmuseum
Das Walachische Freilichtmuseum (tschechisch Valašské muzeum v přírodě) ist ein landwirtschaftlich-volkskundliches Freilichtmuseum in Rožnov pod Radhoštěm in Tschechien. Es besteht aus vier Teilen; dem Hölzernen Städtchen, dem Mühlental, dem Walachischen Dorf und den Berghütten Pustevny.

## Geschichte

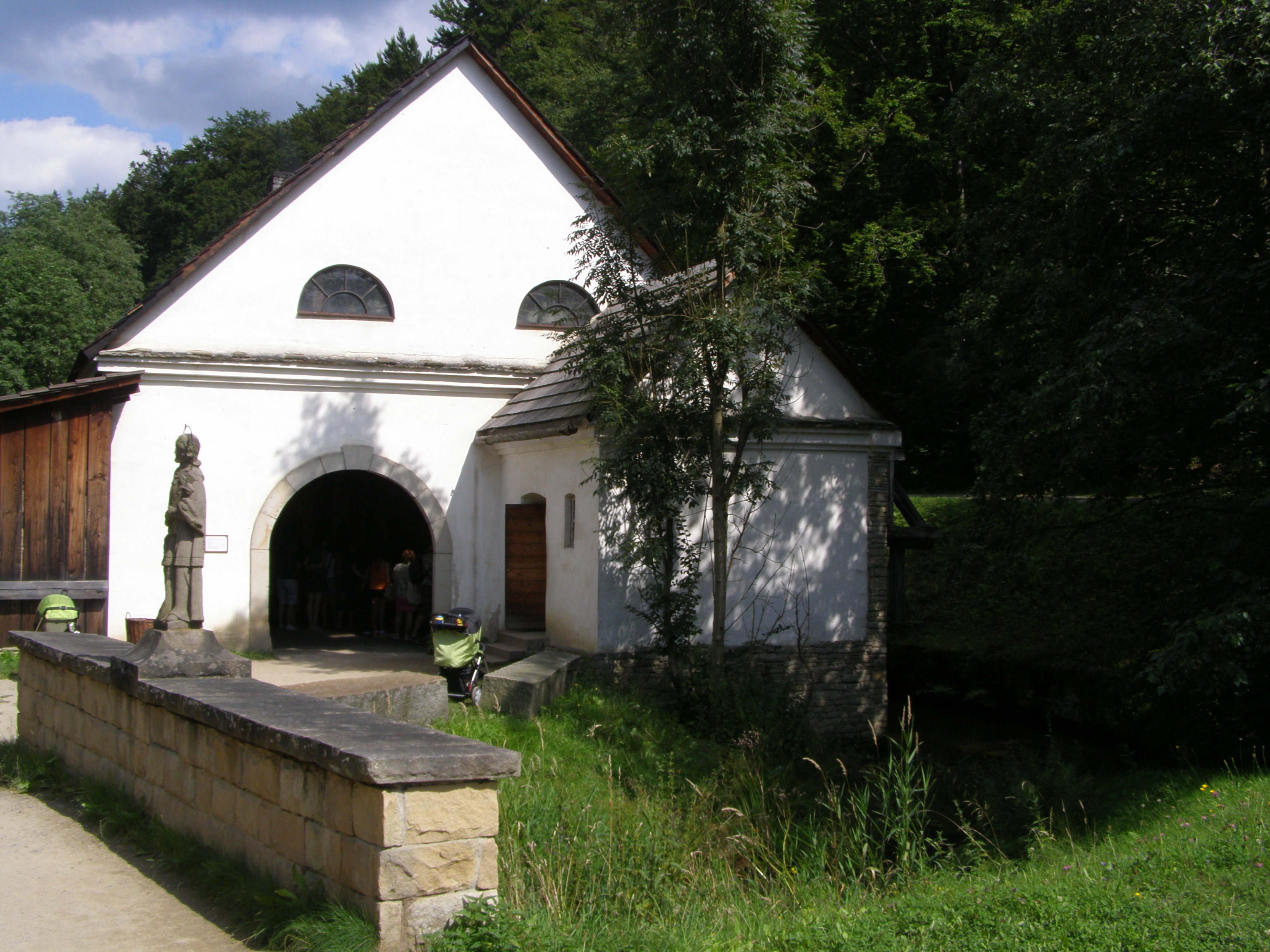
Mühlental

Das Museum geht auf die Brüder Bohumír und Alois Jaroněk aus Malenovice bei Zlín zurück, weitgereiste Kunsthandwerker: Porzellanbemaler, Fotograf, Maler und Graphiker. Angeregt wurden sie durch die Tschechoslowakische Ethnographische Ausstellung in Prag 1895, deren attraktivster und bemerkenswertester Teil das Ausstellungsdorf mit der walachischen Siedlung war, durch die Millenniumsstellung in Budapest 1896 mit volkstümlichen Gebäuden aus dem ganzen damaligen Ungarn, sowie durch die Skandinavienreise von Alois mit Besuchen des entstehenden Museums der Stadt Aarhus in Dänemark, des heutigen Norsk Folkemuseum in Oslo und dem ältesten Freilichtmuseum Skansen bei Stockholm.

### Museumsgründung
Im Jahre 1909 ließen sich die beiden Brüder in Rožnov nieder und gründeten 1911 einen Museumsverein, das erste für 1913 geplante Museum wurde durch den Ersten Weltkrieg verhindert. Zur Museumsgründung kam es schließlich nach dem Krieg. Museumsstandort war der Kurpark neben dem Fluss am Rande der Stadt. 1925 standen die ersten beiden Häuser auf dem Marktplatz und das erste Folklorefestival mit dem Titel Walachisches Jahr fand im neuen Freilichtmuseum statt. Es folgten das aus dem 16. Jahrhundert stammende Vašek-Gasthaus, eine Kopie der Vogtei aus Velké Karlovice. Den Abschluss dieser Ausbauphase bildete die in der Zeit des Zweiten Weltkriegs erbaute Holzkirche nach dem Plan der Kirche aus Větřkovice, die im Jahre 1887 abgebrannt war. Diese Museumsteile bilden heute das so genannte Holzstädtchen.

### Erweiterungen

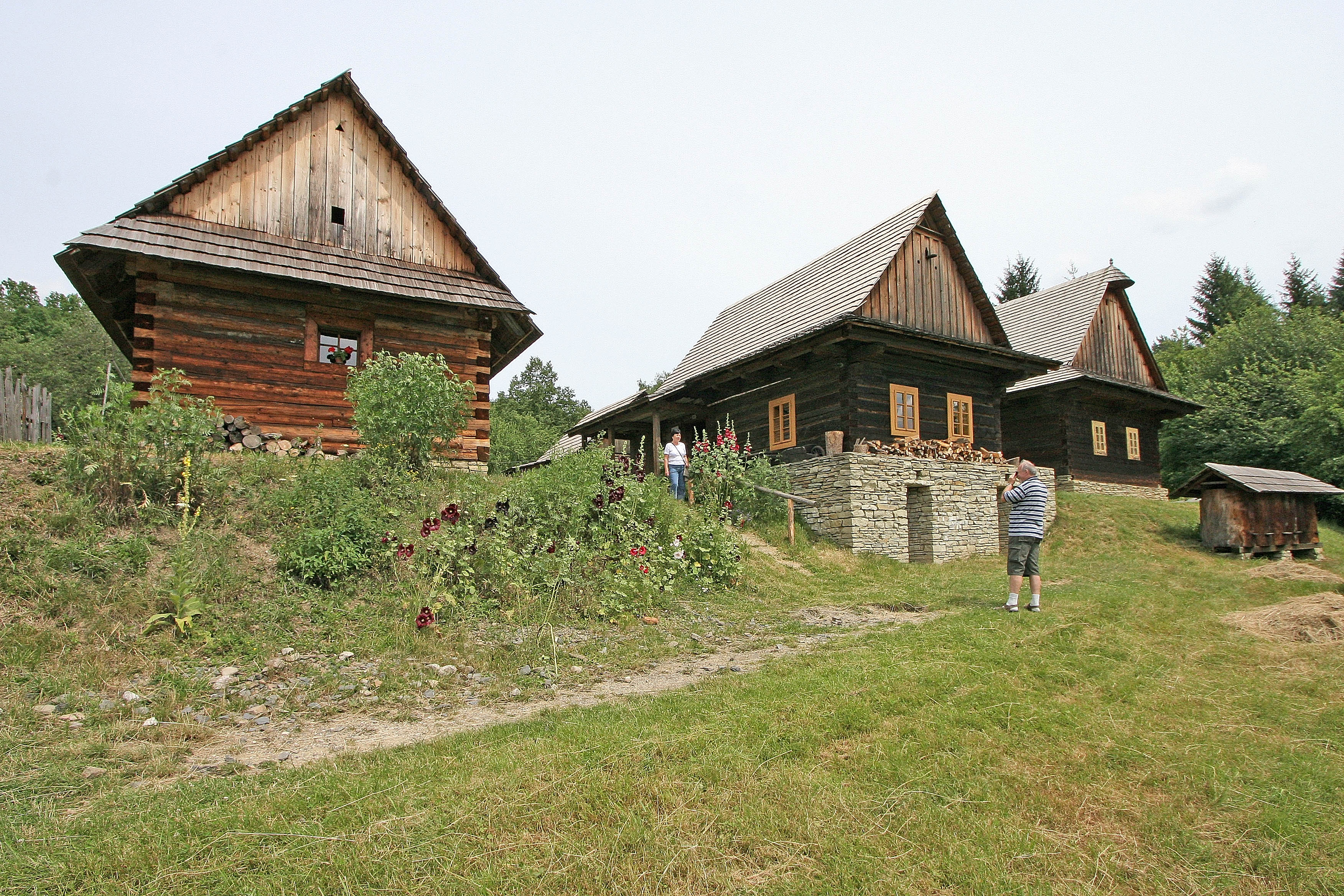
Walachisches Dorf

Die zweite Etappe war das Projekt Walachisches Dorf. Auf dem Berghang über dem Park mit dem Holzstädtchen entstand in den 1960er Jahren die Rekonstruktion eines walachischen Dorfes mit etwa 40 Objekten. Ab 1983 begann der dritte Abschnitt mit der Anlage des Mühlentals mit Mühlen-, Säge-, Walk- und Hammerwerken. Die Bauten bezeugen auch die Eingliederung dieser technischen Objekte in die ländliche Sozialstruktur und zeigen beim Hammerwerk das Leben der Arbeiter auf dem Lande.

### Einbeziehung der Berghütten

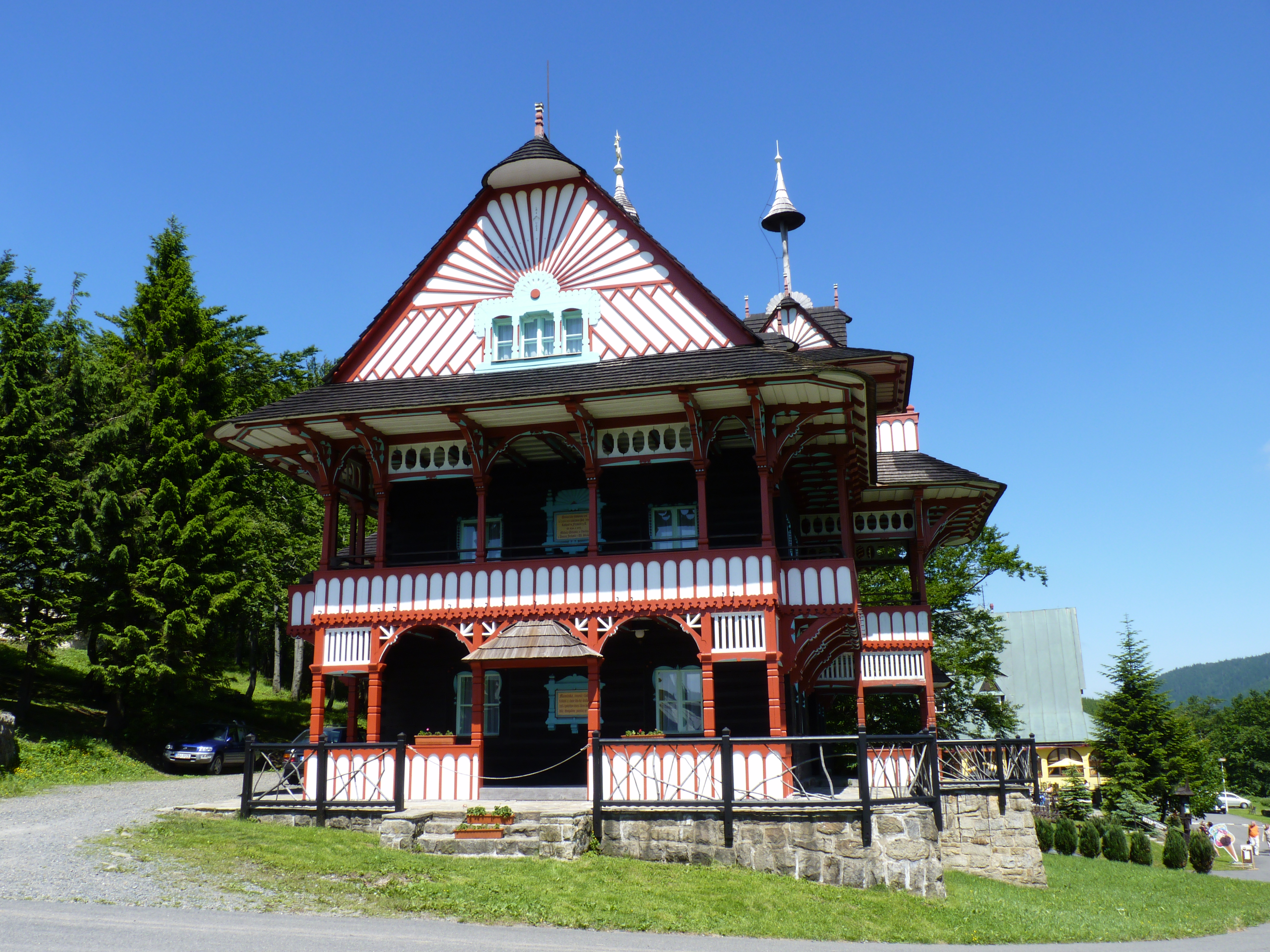
Pustevny, Maměnka

Den vierten Bereich des Museums – Pustevny genannt – bildet eine Gruppe kunstvoll gestalteter Berghütten, die um die 1900 im Zuge des aufkommenden Tourismus in den Beskiden für Sommer- und Wintergäste errichtet und bis in die 1990er Jahre als solche genutzt wurden. Zum Schluss waren sie in einem baulich schlechtem Zustand. Im Jahre 1995 gelang es, Pustevny zum Nationalen Kulturdenkmal zu erklären, die Verwaltung von Pustevny wurde dem Walachischen Freilichtmuseum übergeben. Die Gebäude wurden restauriert und 1998 bis 2003 wieder für die Öffentlichkeit zugänglich gemacht. In der Nacht vom 2. auf den 3. März 2015 brannte die Hütte „Libušín“ ab. Aus diesem Grund ist das Objekt bis auf Weiteres nicht zugänglich.

## Lebendiges Museum

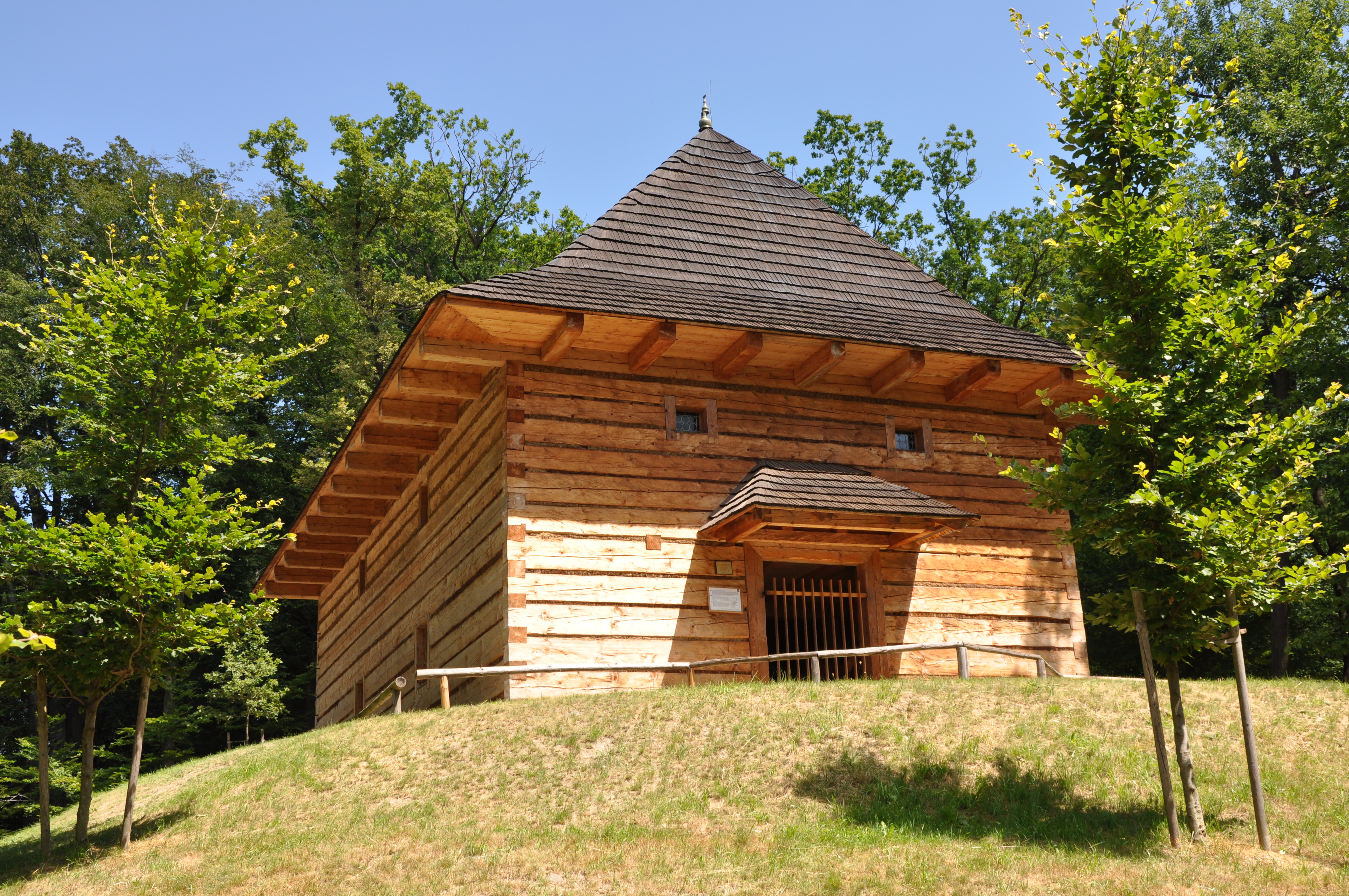
Rekonstruiertes Toleranzbethaus

Das Museum versteht sich als Lebendiges Museum. Auf dem Museumsgelände werden Nutztiere gehalten und Gärten gepflegt. Auf der Almhütte werden Schafe gehalten und Käse produziert. Unter dem Namen Walachisches Jahr finden über das Jahr 60 unabhängige Veranstaltungen statt. Zu den kirchlichen Feiertagen werden die jeweiligen Volksbräuche gepflegt. An manchen Fest- und Feiertagen finden in der St. Annakirche römisch-katholische und orthodoxe sowie evangelische Gottesdienste im rekonstruierten Toleranzbethaus statt. Handwerksvorführungen, Programme für Kinder und mehrere über das Jahr verteilte Museumsfeste runden das Programm ab.